# لیومدیلا چرنیخ
لیومدیلا چرنیخ (روسی: Людми́ла Ива́новна Черны́х؛ ۱۳ ژوئن ۱۹۳۵ – ۲۸ ژوئیهٔ ۲۰۱۷) اخترشناس اهل اتحاد جماهیر شوروی و همسر نیکلای استپانوویچ چرنیخ بود. وی در مجموع ۲۶۷ ریزسیاره کشف کرد. سیارک ۲۳۲۵ که در سال ۱۹۷۹ کشف شد، به افتخار وی و همسرش نامگذاری شده‌است.